# Pieve dei Santi Giusto e Clemente a Balli
La pieve di Santi Giusto e Clemente è una chiesa cattolica situata a San Giusto a Balli, nel comune di Sovicille, in provincia di Siena, arcidiocesi di Siena-Colle di Val d'Elsa-Montalcino.

## Storia e descrizione
La pieve è una delle più antiche testimonianze dell'architettura romanica nel territorio senese, citata già nel 1078. Nel Seicento fu privata di una delle navate laterali, ridotta a cella vinaria; la struttura a due navate permane ancor oggi.
All'esterno, elemento caratterizzante è l'abside, con parato che mescola frammenti di travertino a ciottoli di fiume e a pezzi di laterizio; la superficie è decorata dal motivo di spartimento in doppie arcate, interrotto al centro dalla monofora e ulteriormente sottolineato dal sovrastante aggetto in mattoni sporgenti.
All'interno l'edificio è suddiviso in due navate separate da quattro arcate poggianti su pilastri circolari che alternano pietra calcarea e mattone con effetto di bicromia bianco-rosata.

## Piviere dei Santi Giusto e Clemente
- chiesa di Santa Margherita a Personata
- chiesa di San Bartolomeo ad Ancaiano
- chiesa di Sant'Agostino a Poggiarello